# ريان سيلفستر
ريان سيلفستر (بالإنجليزية: Ryan Sylvester)‏ (20 أبريل 1975 في المملكة المتحدة - ) هو لاعب كريكت بريطاني. لعب مع Herefordshire County Cricket Club ‏.

## وصلات خارجية
- ريان سيلفستر على موقع إي آس بي آن كريك إنفو (الإنجليزية)